# 馬德里體育會女子隊
馬德里體育會女子隊（西班牙語：Club Atlético de Madrid Femenino）是一家西班牙職業女子足球球會，位於馬德里，是馬德里體育會的女子部。球隊目前於西班牙女子甲組足球聯賽中角逐。

## 榮譽
- 西班牙女子甲組足球聯賽冠軍：1989–90、2016–1、2017–18、2018–19
- 西班牙女王盃（英语：Copa de la Reina de Fútbol）冠軍：2015–16、2022–23
- 西班牙女子超級盃（英语：Supercopa de España Femenina）冠軍：2020–21

## 外部連結
- 官方网站
- UEFA profile （页面存档备份，存于）
- Madrid Football Federation profile （页面存档备份，存于）